# Actimétrie
En médecine, l'actimétrie est la mesure et enregistrement à l'aide d'un actimètre, dispositif constitué d'un accéléromètre ou de tout autre système permettant de quantifier le mouvement (par exemple la membrane d'un micro permet de remplacer un accéléromètre) et d'un système d'enregistrement dans un petit boîtier porté en général au poignet permettant d'enregistrer des mouvements corporels pendant plusieurs jours. Les enregistrements permettent d'analyser le rythme veille-sommeil, ses décalages de phases, ainsi que d'évaluer la qualité et la quantité du sommeil.
Par extension, analyse objective quantifiée de l'activité d'une personne (acti-métrie). Les progrès des capteurs et des techniques de dépouillement statistiques permettent depuis 2006 de définir des mesures objectives représentatives de l'activité d'une personne : immobilité, transfert, marche, mouvement, etc. et temps associés à chacune de ces activités. L'étude des évolutions dans le temps des grandeurs représentatives d'une personne permettent le dépistage de la dépendance ou de pathologies diverses pour la personne observée : maladie d'Alzheimer, insomnie, risque de chutes, etc.